# Pasi Ikonen
Pasi Ikonen (30. červen 1980 – 3. srpna 2024) byl finský reprezentant v orientačním běhu. Zlatou medaili vyhrál na Mistrovství světa 2001 ve finském Tampere.
V roce 2017 mu byl diagnostikován astrocytom, typ mozkového nádoru, na který zemřel 3. srpna 2024.

## Sportovní kariéra
| Přehled úspěchů na Mistrovství světa | Přehled úspěchů na Mistrovství světa | Přehled úspěchů na Mistrovství světa | Přehled úspěchů na Mistrovství světa | Přehled úspěchů na Mistrovství světa |
| Mistrovství světa                    | Sprint                               | Middle                               | Long                                 | Štafety                              |
| ------------------------------------ | ------------------------------------ | ------------------------------------ | ------------------------------------ | ------------------------------------ |
| Tampere 2001                         | 2. místo                             | 1. místo                             | X                                    | X                                    |
| Jona 2003                            | 19. místo                            | 4. místo                             | X                                    | X                                    |
| Västerås 2004                        | X                                    | 9. místo                             | 7. místo                             | X                                    |
| Århus 2006                           | 8. místo                             | 17. místo                            | X                                    | X                                    |
| Kyjev 2007                           | X                                    | X                                    | DSQ                                  | 3. místo                             |
| Olomouc 2008                         | X                                    | 8. místo                             | X                                    | 6. místo                             |
| Miskolc 2009                         | X                                    | 30. místo                            | X                                    | X                                    |
| Trondheim 2010                       | X                                    | 8. místo                             | X                                    | 9. místo                             |
| Savojsko 2011                        | X                                    | Kval.                                | 2. místo                             |                                      |

| Přehled úspěchů na Mistrovství Evropy | Přehled úspěchů na Mistrovství Evropy | Přehled úspěchů na Mistrovství Evropy | Přehled úspěchů na Mistrovství Evropy | Přehled úspěchů na Mistrovství Evropy |
| Mistrovství Evropy                    | Sprint                                | Middle                                | Long                                  | Štafety                               |
| ------------------------------------- | ------------------------------------- | ------------------------------------- | ------------------------------------- | ------------------------------------- |
| Sümeg 2002                            | X                                     | 40. místo                             | 24. místo                             | 1. místo                              |
| Røskilde 2004                         | 14. místo                             | 6. místo                              | 30. místo                             | 1. místo                              |
| Otepää 2006                           | 21. místo                             | X                                     | X                                     | X                                     |
| Ventspils 2008                        | X                                     | 3. místo                              | 9. místo                              | 3. místo                              |

| Přehled úspěchů na Mistrovství světa juniorů | Přehled úspěchů na Mistrovství světa juniorů | Přehled úspěchů na Mistrovství světa juniorů | Přehled úspěchů na Mistrovství světa juniorů | Přehled úspěchů na Mistrovství světa juniorů |
| Mistrovství světa juniorů                    | Sprint                                       | Middle                                       | Long                                         | Štafety                                      |
| -------------------------------------------- | -------------------------------------------- | -------------------------------------------- | -------------------------------------------- | -------------------------------------------- |
| Reims 1998                                   | X                                            | 43. místo                                    | 24. místo                                    | 2. místo                                     |
| Varna 1999                                   | X                                            | 6. místo                                     | 5. místo                                     | 1. místo                                     |
| Nové Město na Moravě 2000                    | X                                            | 53. místo                                    | 2. místo                                     | 3. místo                                     |